# Société d'histoire de la Suisse romande
La Société d'histoire de la Suisse romande, fondée à Lausanne le 6 septembre 1837, est la plus ancienne société d'histoire de Suisse francophone. La «Romande» est active notamment dans le domaine éditorial, puisqu'elle publie régulièrement des ouvrages traitant de l'histoire de la Suisse romande.

## Historique
La Société d'Histoire de la Suisse romande est une société savante. Elle a été fondée à Lausanne le 6 septembre 1837 par 45 intellectuels appartenant à la nouvelle élite politique issue de la révolution libérale vaudoise de 1830. Son équivalent genevois, la Société d'histoire et d'archéologie de Genève, n'est créée que l'année suivante, et la Société générale suisse d’histoire ne voit le jour, quant à elle, que quatre ans plus tard. Cette dernière deviendra en 2001 la Société suisse d'histoire. 
Deux hommes, Frédéric de Gingins-La Sarraz (1790-1863) et Louis Vulliemin (1797-1879) - ce dernier premier président de la société jusqu'en 1855 - sont les principaux instigateurs de la «Romande» en faisant connaître leur projet par l'intermédiaire de la Société vaudoise d'utilité publique.
La Société d’Histoire de la Suisse Romande prend rapidement une dimension élitiste et scientifique, voire aristocratique, (ce positionnement justifia la création, le 3 décembre 1902, de la Société vaudoise d'histoire et d'archéologie; elle privilégie longtemps la publication de sources et les études portant sur le Moyen-Age vaudois. Cette orientation savante est d'autant plus marquée que la société a compté, au cours de son histoire, un grand nombre de personnalités politiques ou universitaires au sein de son comité. Aujourd'hui encore, il n'est pas rare que des Conseillers d'État ou des Conseillers fédéraux participent à ses manifestations. Les femmes sont admises à partir de 1908. Lucienne Hubler est première présidente en 1975, suivie quelques années plus tard par Françoise Vannotti.

## Les publications
La Société d’Histoire de la Suisse Romande publie dès 1838 sa collection intitulée Mémoires et documents publiés par la Société d’histoire de la Suisse romande (MDR) (deux séries). Elle publie aussi des volumes hors série sur des sujets variés, mais toujours en lien avec la Romandie. Par ailleurs, la société soutient chaque année des publications historiques paraissant chez d'autres éditeurs, mais dont la portée scientifique et académique est reconnue.
La «Romande» poursuit aussi des activités scientifiques en organisant des colloques: «Histoire de la vieillesse», «Cadastre», «La Suisse et la Première Guerre mondiale», «La conquête des Alpes» sont quelques-uns des sujets que la société a abordés au cours de ces dernières années. Elle organise également des voyages d'études et exerce parfois son expertise en termes de sauvegarde du patrimoine, notamment sur le projet de réhabilitation du château de La Sarraz en 2015.